# Amoreira (Óbidos)
Amoreira is een plaats (freguesia) in de Portugese gemeente Óbidos en telt 985 inwoners (2001).